# San Damiano

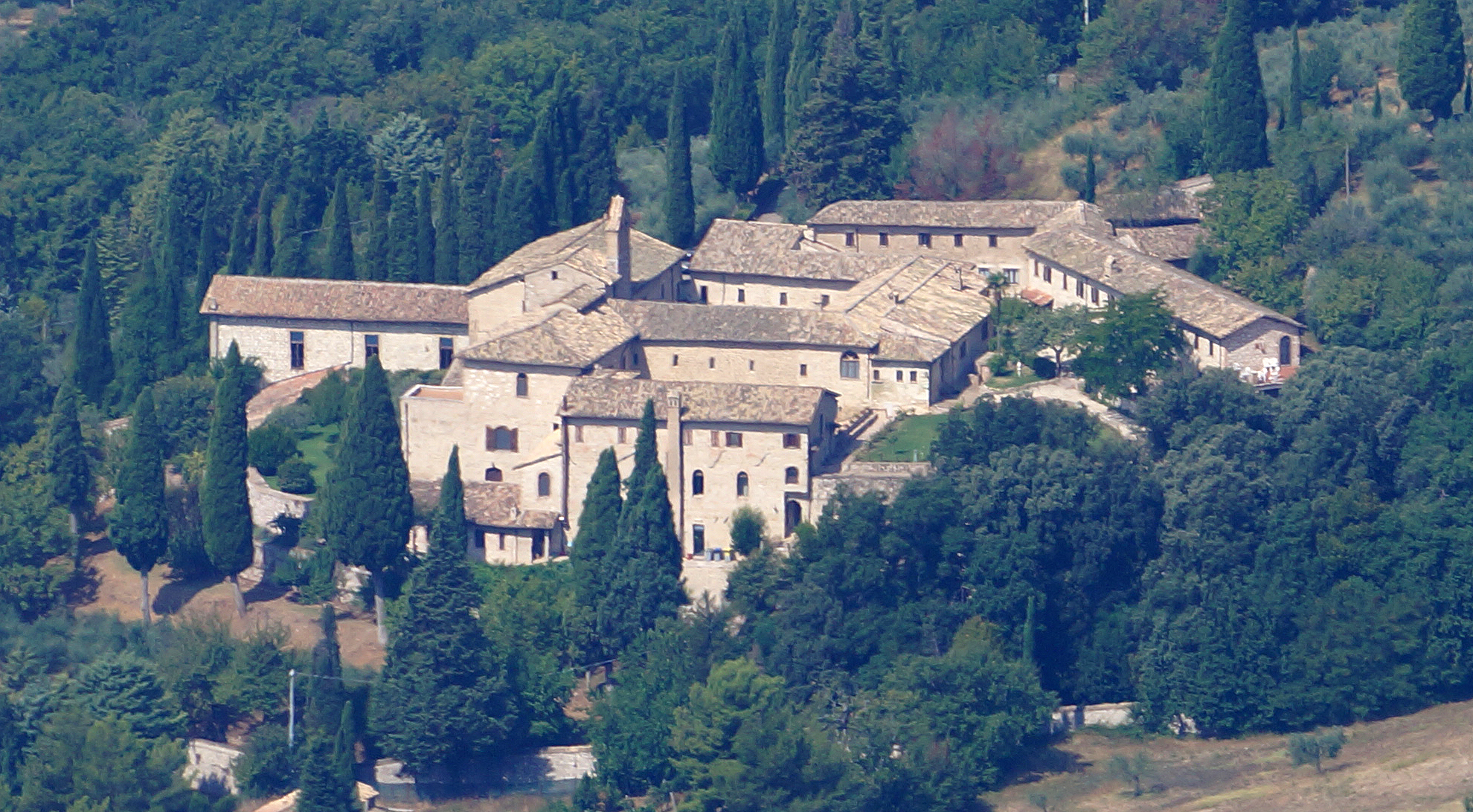
Blick vom Sasso Piano auf San Damiano

San Damiano ist der Name einer Kirche und eines ehemaligen Konventes in Assisi. Der Ort ist eng mit der Biographie des heiligen Franziskus und der heiligen Klara von Assisi (1194–1253) verbunden.

## Lage
San Damiano liegt ca. 20 Minuten Fußweg unterhalb von Assisi inmitten von Feldern und Olivenbäumen.

## Religiöse Bedeutung
Der aus einer Kapelle und dem Kloster bestehende Gebäudekomplex ist weitgehend ursprünglich erhalten und unterscheidet sich dadurch von den meisten anderen Kirchenbauten bei Assisi, die nach dem Tode Franz von Assisis aufwendig ausgeschmückt wurden oder im Falle von Portiuncula mit der Kirche Santa Maria degli Angeli ebenso prachtvoll wie kolossal überbaut wurden.
Neben dem Eremo delle Carceri ist San Damiano dadurch wohl der Ort in der Umgebung Assisis, an dem am besten nachempfunden werden kann, wie Franziskus gelebt hat: einfach, zurückgezogen und naturverbunden.

### Vision des hl. Franziskus

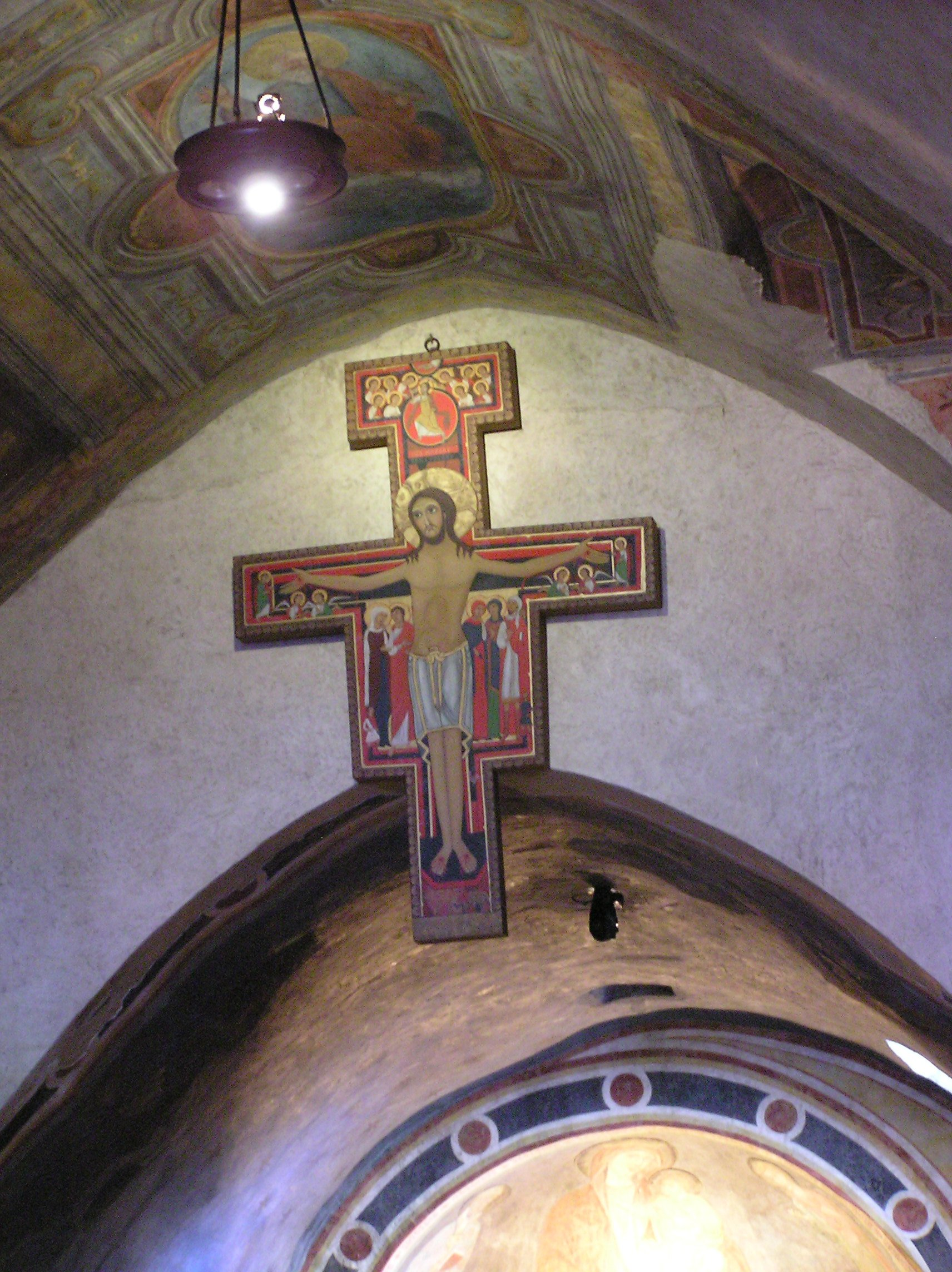
Kopie des Kreuzes von San Damiano, vor dem der hl. Franziskus der Überlieferung zufolge den Auftrag vernahm, die Kirche wiederherzustellen

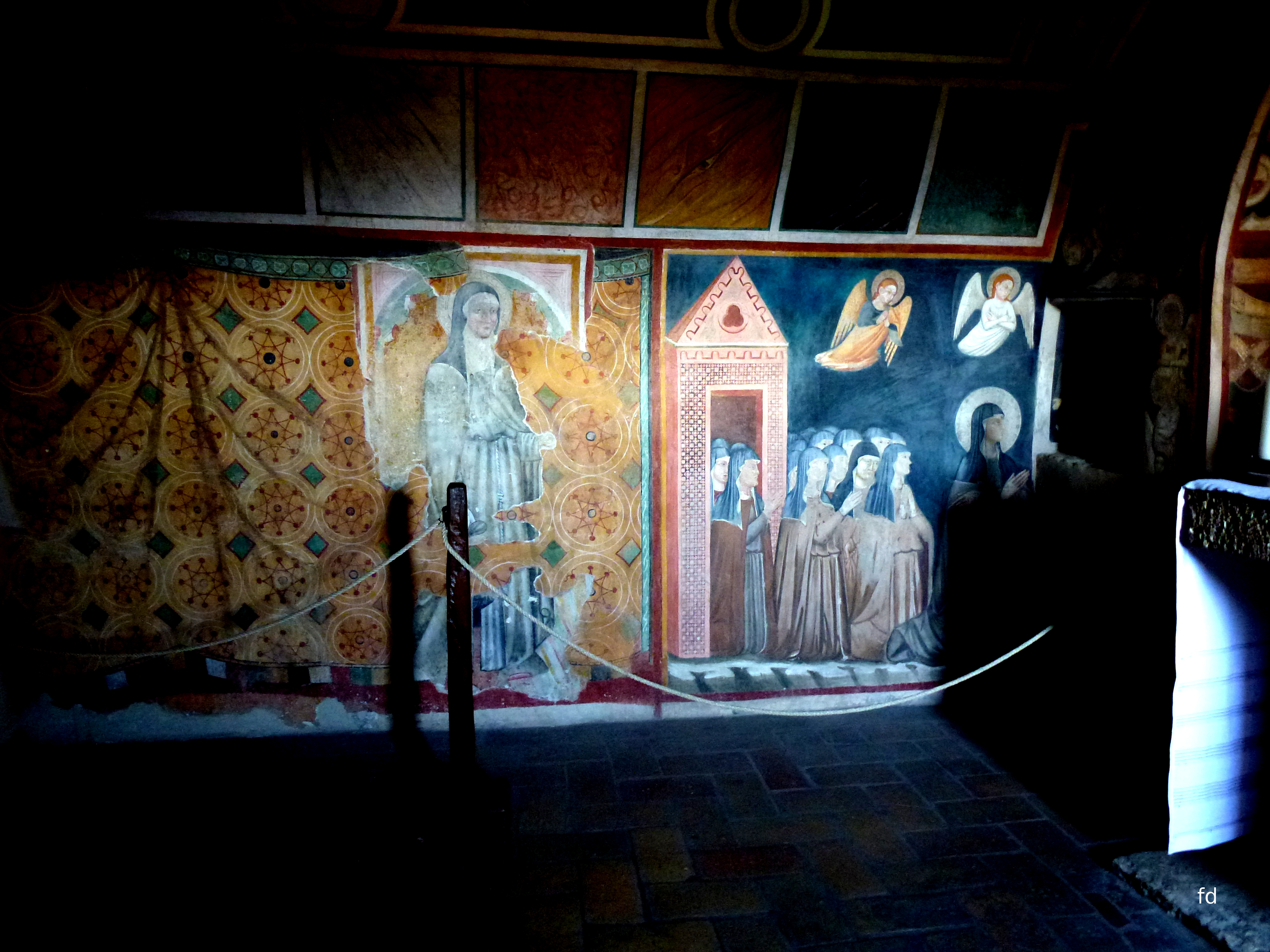
Fresken

Zu Lebzeiten des hl. Franziskus war San Damiano eine aufgelassene Kapelle, die teilweise wohl bereits von Bauern abgetragen war. Im Jahre 1205 vernahm Franziskus der Überlieferung nach vor dem Kreuz in der verfallenden Kirche die Worte: „Franziskus, geh hin und stelle mein Haus wieder her, das, wie du siehst, schon ganz verfallen ist“. Das Kreuz aus San Damiano hängt heute in der Basilica di Santa Chiara in Assisi.

### Erste Klostergemeinschaft der Klarissen
Im Jahre 1212 gründete die hl. Klara hier mit Gefährtinnen den ersten Konvent der Klarissen, dem sich später auch ihre Schwester Agnes und ihre verwitwete Mutter anschlossen. 1253 starb Klara in San Damiano. Die Klarissen bewohnten den Konvent von San Damiano bis 1260.

### Dichtung des Sonnengesangs
Der hl. Franziskus nutzte San Damiano auch als Rückzugsort aus dem lebhaften Assisi. In den Jahren 1224 und 1225 dichtete er in San Damiano seinen berühmten Cantico delle Creature (Lied der Geschöpfe), im Deutschen als „Sonnengesang des Heiligen Franziskus“ bezeichnet.

## Gebäude
Die Kirche verfügt über eine eingeschossige offene Vorhalle (Portikus).

### Kapelle des hl. Hieronymus
Auf seiner rechten Seite, in der Kapelle des hl. Hieronymus, finden sich Fresken des Tiberio d’Assisi, die um 1520 entstanden.

### Kreuzkapelle
In der kleinen Kreuzkapelle ist das 1637 von dem Franziskanerbruder Innocenzo von Palermo geschnitzte Kreuz zu sehen. Dieses stellt das Leiden Jesu sehr schmerzhaft dar.

### Kirche
Das Innere der Kirche besteht aus einem einzigen Schiff, das mit einem spitzbogigen Tonnengewölbe bedeckt ist. Am Anfang des Kirchenschiffs befinden sich fragmentarische Fresken mit der Figur des Ewigen, einer Episode aus dem Leben der Heiligen Klara und einigen Grotesken im ausgehöhlten Teil der Wand um eine Nestra, die von Vincenzo Giorgetti im Jahr 1591 gemalt wurden. Im Inneren der Kirche hängt zudem eine Kopie des ursprünglichen Kreuzes von San Damiano. Das Original befindet sich in der Basilika Santa Chiara in Assisi. Nahe dem Hauptportal gibt es eine Nische in der Wand. An dieser Stelle war das Fenster, durch das Franz von Assisi das Geld für die Restaurierung warf, welches der Priester der Kirche nicht annehmen wollte.
Auf halber Länge der rechten Wand befindet sich eine rechteckige Seitenkapelle mit ein Holzkruzifix von Innocenzo da Petralia.
Die Pfeifenorgel der Kirche wurde 1957 von der Orgelbaufirma Tamburini aus Crema gebaut, von der Firma Balbiani Vegezzi-Bossi restauriert und 1989 mit einem neuen Spieltisch ausgestattet. Sie verfügt über eine elektrische Transmission, 17 Register auf zwei Manualen und Pedal.

### Kreuzgang
Vor dem Altar gelangt man rechts über einen Treppenabsatz mit einer Kreuzigungsszene von Pier Antonio Mezzastris (1482), in den Kreuzgang mit Garten und zum Kloster. Im Kreuzgang befinden sich Fresken von Eusebio da San Giorgio (1507).

### Refektorium
Im Refektorium, das sich weitestgehend im ursprünglichen Zustand befindet, sind Fresken von Dono Doni in schlecht erhaltenem Zustand zu sehen.

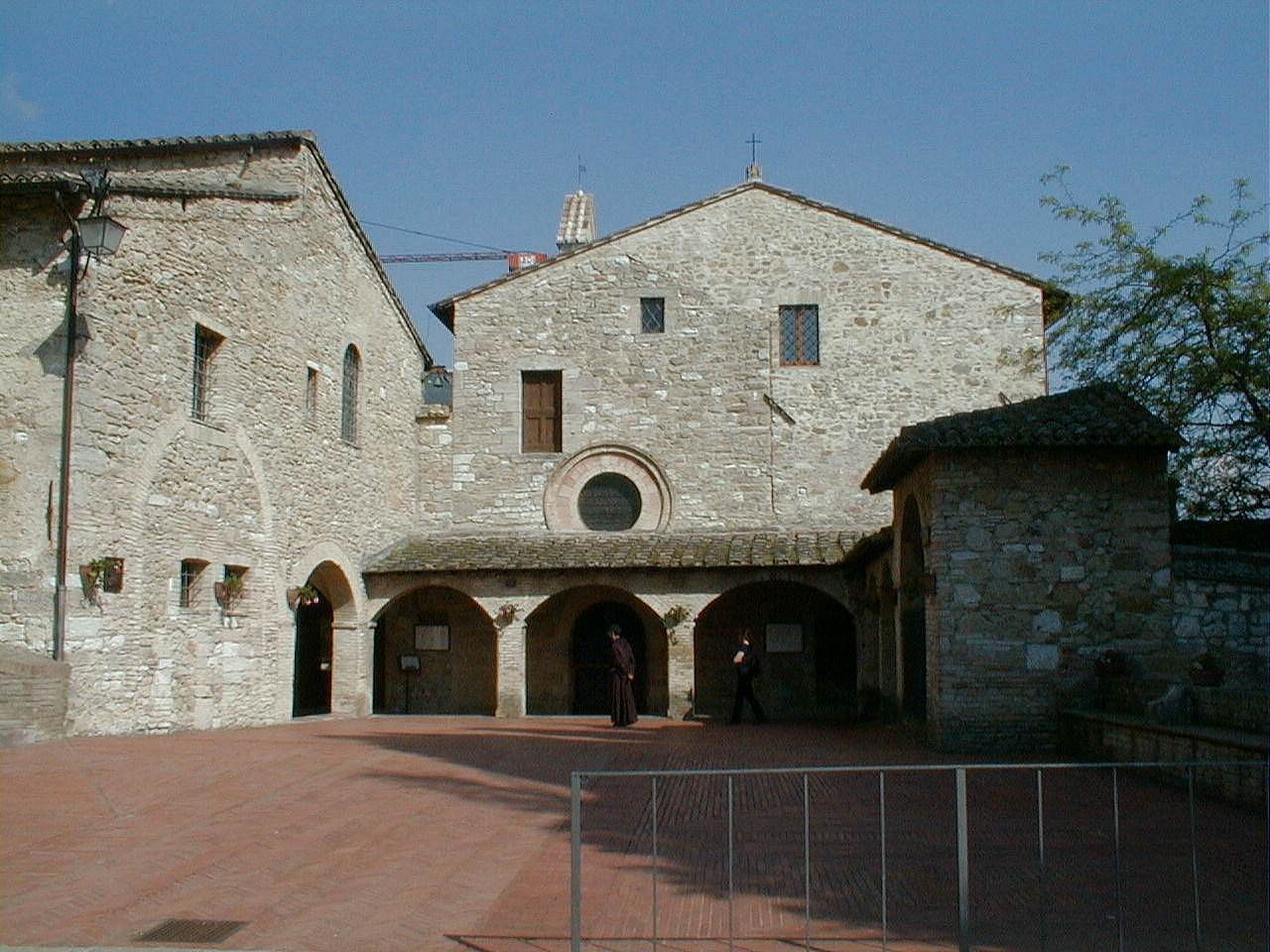
San Damiano, Eingang zur Kirche
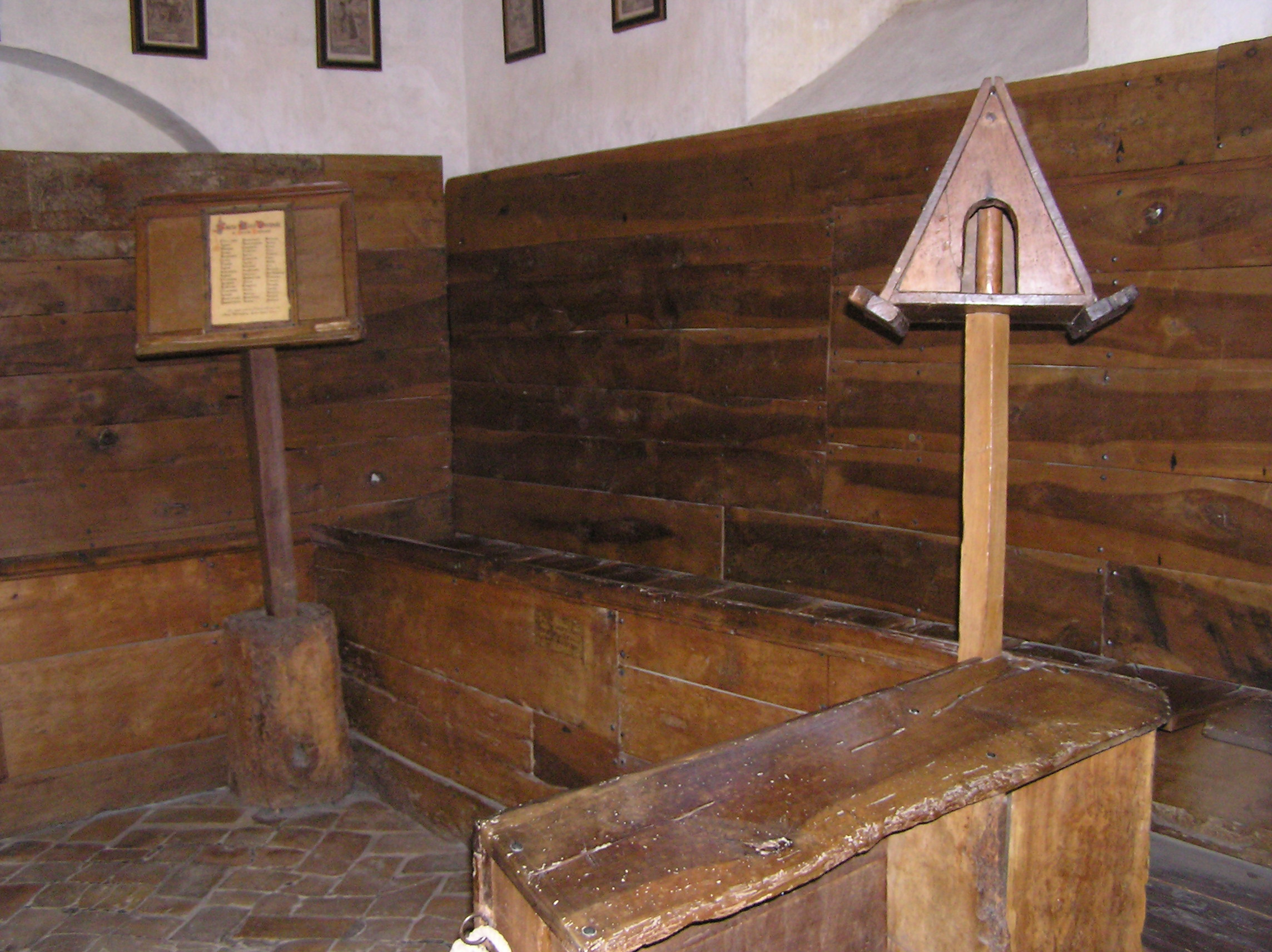
Chor der Klosterkirche
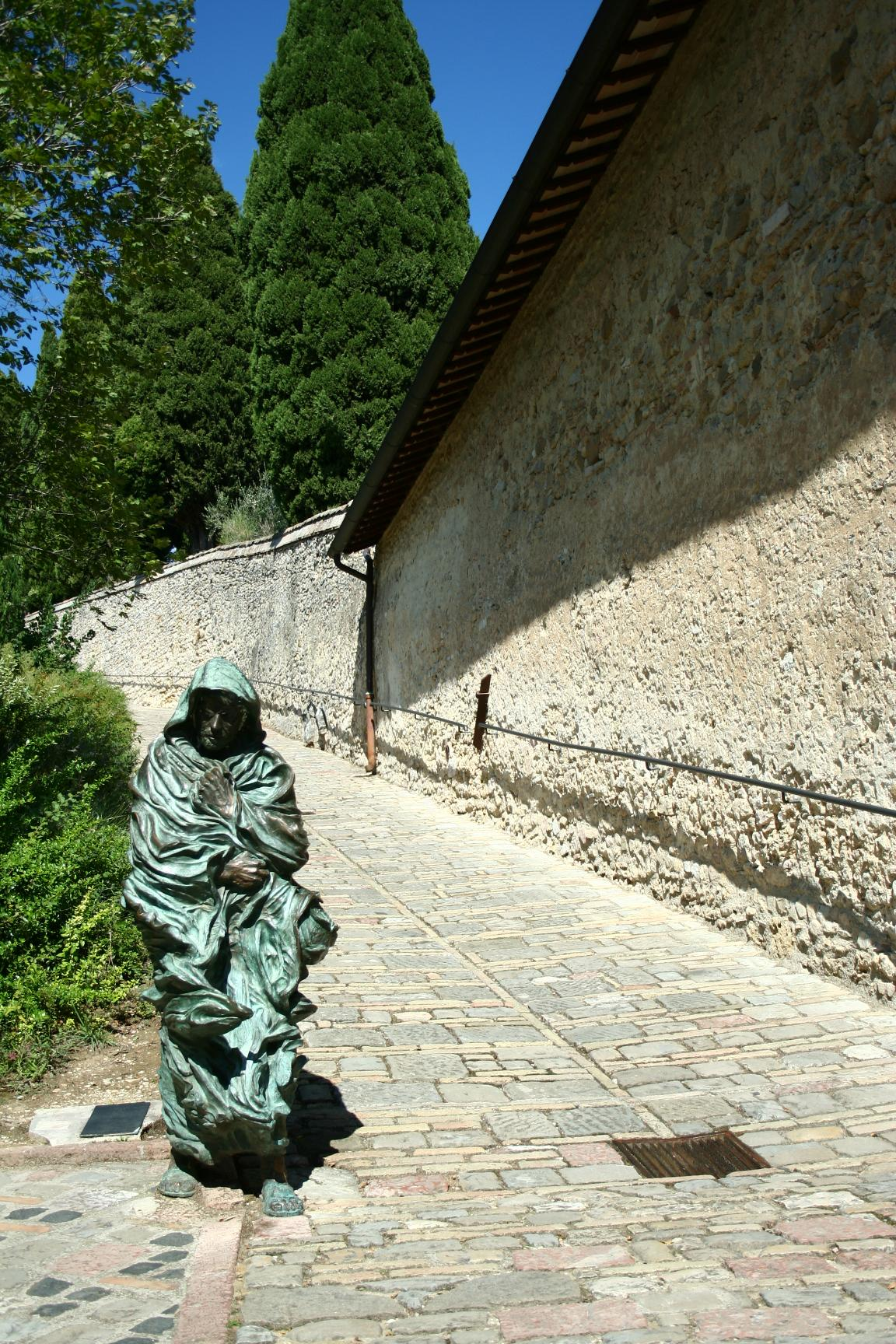
Vor der Kirche